# 北秋田市立義務教育学校阿仁学園
北秋田市立義務教育学校阿仁学園（きたあきたしりつ ぎむきょういくがっこうあにがくえん）は、秋田県北秋田市に開校した公立の義務教育学校。

## 概要
2022年11月に、市内のどこからでも通える小規模特認校に指定され、2023年4月1日に
阿仁合小学校・大阿仁小学校・阿仁中学校が統合し、義務教育学校として開校した。中学校教員が小学の授業を担当する「乗り入れ授業」が特色の1つで、「み・と・せの学び」（み - 自ら学ぶ子・と - 共に高め合う子・せ - 精いっぱいやり抜く子）を目指している。
2023年度は1から6年生（前期課程）は旧大阿仁小の校舎、7から9年生（後期課程）は旧阿仁中の校舎に通い、2024年度から阿仁合小を改修した統合校舎に全学年が通学する。
初年度の児童生徒数は前期課程36人、後期課程26人。新入生は前期課程4名、後期課程11名。
教育目標
- ふるさとに誇りを持ち、自ら学び、共に高めあい、たくましく生きる児童生徒の育成

校歌
校歌は、阿仁中学校の校歌を一部変更した「友よ ふるさとよ」
- 作詞 - 大友 康二
- 作曲 - 菅原 良吉

## 沿革
- 2022年（令和4年）
  - 1月6日 - 校名の最終案が「義務教育学校阿仁学園」に決まる[3]。
  - 10月 - 校章と校歌が決まる[4]。
  - 11月 - 小規模特認校に指定される。
- 2023年（令和5年）
  - 4月1日 - 開校。旧大阿仁小と旧阿仁中に暫定校舎を分散設置。
  - 4月6日 - 開校式挙行[1]。
  - 4月7日 - 第1回入学式・進級式（中学校入学式相当）挙行。
- 2024年（令和6年）
  - 3月9日 - 第1回卒業式挙行。最初の卒業生は9学年（中学3年生相当）9名[5]。
  - 4月1日 - 旧阿仁合小学校を改修した統合校舎に移行。

## 通学区域
- 阿仁三枚鉱山、阿仁小様、阿仁小渕、阿仁吉田、阿仁真木沢鉱山、阿仁水無、阿仁銀山、阿仁荒瀬、阿仁荒瀬川、阿仁小沢鉱山、阿仁萱草、阿仁伏影、阿仁笑内、阿仁根子、阿仁幸屋渡、阿仁幸屋、阿仁比立内、阿仁長畑、阿仁戸鳥内、阿仁中村、阿仁打当

## 周辺
- 阿仁川
- 国道105号
- 福厳寺
- 阿仁合郵便局
- 北秋田市 阿仁公民館
- 北秋田市立阿仁診療所
- 北秋田警察署 阿仁警察官駐在所
- 特別養護老人ホーム 山水荘

## アクセス
- 秋北バス - 郵便局前バス停から徒歩5分。
- 秋田内陸縦貫鉄道秋田内陸線 - 阿仁合駅から徒歩10分。